# Germil (Penalva do Castelo)
Germil is een plaats (freguesia) in de Portugese gemeente Penalva do Castelo en telt 445 inwoners (2001).